# 漆原裕治
漆原裕治（日语：／ Urushihara Yūji，1978年8月21日—），身高163公分，體重55公斤，日本東京都人，職業是淺草的鞋店業務，是極限體能王新世代的選手之一，也是一名YouTuber，是極限體能王SASUKE史上第一個完全制霸兩次的人。

## 人物
- 漆原的父親在他7歲時過世，現在和母親兩人住在一起，於2018年10月結婚，育有一女。
- 之前常在極限體能王預選會裡出現，第20回以前都落選，第22回則是通過預選。
- 在日本東京台場的「ビーチデックスアイランドーモール」Muscle park（筋肉公園）達成了15次的完全制霸。
- 平常幾乎沒有製作關卡練習，而是利用住家附近的公園訓練就達成了兩次完全制霸（第28回出場時介紹）。

## 特徵
- 第一次出現在極限體能王預選會，可以追溯到2003春的第11回大會（體育王國的Monkey Bars大賽），但當時卻落選。
- 接著在第13回大會前「黃金筋肉」舉辦的「SASUKE TRIAL」中也有參賽，但卻在跳躍懸吊（ジャンプハング）落水（總和第62名）。
- 之後還陸續參加過第19回東京台場筋肉公園的預選賽與第20回的預選會，但還是一樣落選。
- 2008年5月，在山田勝己故鄉舉辦的「BUG IN MIKI」當中的「SASUKE祭2008」比賽，成為唯一一位完全制霸者，因此獲得了第21回大會的參賽權，終於如願出場，但卻在飛越大峽谷脫落（畫面全剪，在日本節目『サスケマニア』公開）。
- 第22回大會，以預選賽之通過身分再次出場，在第一舞台剩餘7秒51最快速度過關，也比極限體能王全明星搶先一步闖過第18回改版後的第三舞台，而且在第三舞台每道關卡幾乎都不用10秒就闖過，成為首位闖進第三時期最終舞台的選手，最後差約30公分飲恨，成為「新世代的領袖」。
- 之後的第23回大會，與菅野仁志一樣被稱為「新世代的代表」，但卻在第二舞台新設的搖擺危橋大意落水。
- 第24回大會，在第一舞台剩餘24秒35最快速度過關，也報了上次在第二舞台搖擺危橋的仇，最後在最終舞台以3秒57的剩餘時間，達成了史上第三次的完全制霸，成為史上第一位全明星以外完全制霸極限體能王的選手。
- 第25回大會，首次背上100號的重擔，在秋山和彥、長野誠接連失敗的壓力之下，通過了第一舞台。但他卻在第二舞台的雙鯉躍龍門的第一排往第二排進行跳躍時，橫桿撞擊掛勾，導致整根桿子垂直吊在半空，因此腳沾到水出局。
- 第26回大會，二度背上100號的重擔，因為受到前面挑戰者失敗的影響，在第一舞台的蜘蛛跳躍差點出局，後來因為壓力過大，於乘風破浪迴盪兩次，著陸時不穩而落水。
- 第27回大會，達成了史上第四次的完全制霸同時也是個人第二次的完全制霸，也創下了完全制霸的最快紀錄（6秒71）。
- 第28回大會，在第一舞台剩餘21秒37最快速度過關，在第二舞台也闖過了最不擅長的逆流水道，一路闖到第三舞台的瘋狂巔峰戰士，最後在3→4段落水，首度在第三舞台出局，但拿下了連續兩次的總和第一名。
- 第29回大會，在最不擅長的逆流水道出局。
- 第30回紀念大會，闖過了上回失敗的逆流水道，但在芝麻開門第一道門沒力而時間到。
- 第31回大會，在第一舞台的新關卡三重拓克消耗太多體力，導致爬不上聳立高牆而時間到。
- 第32回大會，在第一舞台新設的雙重擺盪落水。
- 第33回大會，意外在第一舞台的滾輪山丘上坡出局。
- 第34回大會，由於前3屆大會連續在第一舞台出局，賽前宣布「若此大會在第一舞台淘汰的話就要引退」，所幸最後還是闖過第一舞台，在第二舞台的逆向輸送帶過關後時間到。
- 第35回大會，在第一舞台再度因三重拓克消耗太多體力，導致爬不上聳立高牆而時間到。
- 第36回大會，相隔6年、8回大會，終於再度闖進第三舞台，並成功闖過無敵瘋狂巔峰戰士，於垂直極限第三段落水，成為首位40歲以上突破巔峰戰士系列者。
- 第37回大會，再度闖進第三舞台，並成功闖過上回飲恨的垂直極限，卻於地獄滑桿開始出發時滑桿僅一邊滑動而脫軌落水。
- 第38回大會，通過第一舞台，在第二舞台由於前面逆流水道消耗太多體力導致終點前時間到。

## 歷屆SASUKE參賽成績
中是在該屆大會的出場背號、粗體和★記號表示為該屆大會最佳成績、○內的符號代表當大會的名次。
- 第21回大會 （72） 1-07 飛越大峽谷（畫面全剪）
- 第22回大會 （77） Final-25 攀繩（差約30公分，眼前已是紅色按鈕）★ ①
- 第23回大會 （99） 2-13 搖擺危橋（著地失敗）⑨
- 第24回大會 （93） 完全制霸（剩餘3.57秒，史上第三位完全制霸者）★ ①
- 第25回大會 （100） 2-11 雙鯉躍龍門〔第一排→第二排（見註），卡在第二排〕⑩
- 第26回大會 （100） 1-05 乘風破浪（著陸時重心不穩落下）
- 第27回大會 （99） 完全制霸（剩餘6.71秒，史上首次兩度完全制霸）★ ①
- 第28回大會 （88） 3-16 瘋狂巔峰戰士（第3→4段）★ ①
- 第29回大會 （99） 2-12 逆向水道（時間到）⑩
- 第30回大會 （2993） 2-14 芝麻開門（第一道門時間到）⑫
- 第31回大會 （99） 1-06 聳立高牆（時間到）
- 第32回大會 （89） 1-05 雙重擺盪（著陸失敗）
- 第33回大會 （89） 1-02 滾輪山丘（上坡滑落）
- 第34回大會 （99） 2-16 逆向輸送帶（時間到）⑪
- 第35回大會 （95） 1-07 聳立高牆（時間到）
- 第36回大會 （95） 3-20 垂直極限（第三段）②
- 第37回大會 （96） 3-21 地獄滑桿（開始前進時桿子一邊滑動而脫軌落水）③

- 註：漆原裕治在雙鯉躍龍門的第一排往第二排進行跳躍時，橫桿撞擊掛勾，導致整根桿子垂直吊在半空，但漆原仍抓住桿子並沒有落水，故仍可繼續挑戰，直至他的腳沾到水池後才宣佈出局。

## 外部連結
- 漆原裕治 （页面存档备份，存于） - 本人Twitter
- 漆原裕治 （页面存档备份，存于） - 本人Youtube